# Al Ahavot Shelanu
Al Ahavot Shelanu – debiutancki solowy album izraelskiej piosenkarki Ofry Hazy, wydany w roku 1980.

## Lista utworów
- Al Ahavot Shelanu
- Ata Kore Li
- Eynayim
- Latzet Latzet
- Flash Gordon
- Shir Haphrihah
- Hageshem
- Kamu Tzippor
- Lev Eyno Rehov
- Shir Ahava L'Hayyai
- Mami